# Asociația Pro Democrația
Asociația Pro Democrația (APD) este o organizație neguvernamentală, non-profit și nepartizană, înființată în anul 1990. APD are în prezent 30 de cluburi în care activează peste 1200 de cetățeni (voluntari și membri).
Misiunea Asociației Pro Democrația este de a întări democrația în România prin stimularea participării civice. Domeniile de interes ale Asociației Pro Democrația sunt: îmbunătățirea relației între alegători și aleși, corectitudinea procesului electoral și a finanțării partidelor politice, educația civică, participarea cetățenilor la procesul de elaborare a politicilor publice, transparența instituțiilor publice și controlul societății civile asupra acestora, respectarea drepturilor omului.
Prin voluntarii săi, care activează în cele 30 de localități, Asociația Pro Democrația a determinat modificarea legii electorale, a observat alegerile locale, parlamentare și prezidențiale din 1992 până în prezent (în țară și, din 2004, și în regiune), a determinat transparentizarea finanțării partidelor politice prin acțiuni de monitorizare și modificare a legislației, a organizat forumuri de candidați (pentru prima oară în România), întâlniri între politicieni și grupuri de interese pentru elaborarea unor proiecte de lege, seminarii pe tema educației și participării civice.
Activitatea de educație civică a Asociației include publicarea și distribuirea de materiale informative. Una dintre cele mai importante astfel de publicații realizate de APD este „Cartea albastră a democrației”, un ghid care conține date și coordonate ale parlamentarilor și informații despre cele mai importante instituții ale statului și mecanismele democratice. Acest material are deja patru ediții, adică pentru legislaturile 1992-1996, 1996-2000, 2000-2004, 2004-2008.
APD se implică în programele de educație și participare civică, atât la nivel local, cât și național, vizând îndeosebi acele acțiuni care conduc la creșterea gradului de democratizare la nivelul comunităților locale și al societății.

## Structură
Cluburile
- Acestea sunt filialele Asociației, unde activează voluntarii și membrii noștri. Fiecare club are un Comitet de Conducere și un Președinte, aleși de Adunarea Generală a clubului.
- În prezent, Asociația Pro Democrația are 30 de cluburi în 28 de județe și în București. Șapte dintre acestea (Bacău, București, Brașov, Cluj-Napoca, Focșani, Râmnicu Vâlcea și Timișoara) sunt cluburi care coordonează activitatea Asociației la nivel de regiuni.

Consiliul de Conducere (CC) are în componență șapte membri (inclusiv Președintele), aleși de Adunarea Generală a APD pentru un mandat de doi ani. 
Președinte APD este Ionut Tata.
Presedinte de onoare este Cristian Pirvulescu.
Centrul Național de Coordonare (CNC) este structura executivă a Asociației, cu sediul la București, care administrează activitatea APD la nivel național.